# Regne de Chiang Mai
Regne de Chiang Mai (a vegades Chiangamai) o de Rattanatingsa (tailandès นครเชียงใหม่; full name: รัตนติงสาอภินวปุรีสรีคุรุรัฎฐพระนครเชียงใหม่นครเชียงใหม่; full name: รัตนติงสาอภินวปุรีสรีคุรุรัฎฐพระนครเชียงใหม่: นครเชียงใหม่; nom complet: รัตนติงสาอภินวปุรีสรีคุรุรัฎฐพระนครเชียงใหม่; rtgs: Rattana Tingsa Aphi Nawa Puri Si Khuru Rattha Phra Nakhon Chiang Mai) fou un estat vassall del regne siamès conegut també con regne Rattanakosin al segle xviii i XIX abans de ser annexionat a causa de les polítiques de centralització de Chulalongkorn a partir de 1899. El regne era successor del medieval regne de Lanna, el qual havia estat sota govern birmà per dos segles fins que va ser capturat per forces siameses sota Taksin de Thonburi el 1774. Va ser governat per la dinastia Tipchak i va quedar subjecte a tribut de Thonburi i més tard de Bangkok.

## Alliberament del domini birmà
El príncep Kawila de la dinastia Tipchak, fill de Saopha Chaikaew de Nakhon Lampang, i Phraya Chabaan, un noble Lanna van conspirar per l'alliberament de les ciutats de Lanna del poder birmà i van decidir demanar suport al rei Taksin de Thonburi el 1774. Taksin va enviar Phraya Chakri (més tardà Phutthayotfa Chulalok) i Phraya Surasi (més tardà Maha Sura Singhanat) per capturar Chiang Mai. Les forces conjuntes van ocupar Chiangmai i Lampang. Phraya Chaban va ser instal·lat com Phraya Luang Vachiraprakarn o Senyor de Chiang Mai; el rei Chaikaew va morir el mateix any, per ser succeït pel seu fill Kawila com a Rei de Lampang. La germana de Kawila, Sri Anocha, es va casar a Phraya Surasi.
Els birmans van provar-ho tot per recuperar el seu territori perdut. Els atacs eren tan immensos que Vachiraprakarn va decidir evacuar la ciutat, i va moure a la gent a Lampang el 1776.
El 1782, Phraya Chakri, ara Somdet Chao Phraya Maha Kasatseuk, va suprimir una rebel·lió a Thonburi i va coronar a Phutthayotfa Chulalok com a rei de Siam a l'illa de Rattanakosin (generalment anomenada Bangkok). Mentre el seu cunyat, Phutthayotfa Chulalok nomenava a Kawila com Senyor Min Vachiraprakarn de Chiang Mai el 1782 com a tributari siamès.
El senyor Min Vachiraprakarn va evacuar la gent de Lampang per establir-los a Vieng Paxang fins que va tenir recursos suficients per traslladar.se a Chiang Mai el 1796. El senyor Min Vachiraprakarn va seguir polítiques de recuperació de poder mentre va envair els estats veïns per reunir les persones a Chiang Mai i Lampang, incloent els estats xan de Kengtung i Chiang Hung. El 1799, la cort de Chiang Mai va rebatejar la ciutat com Rattanatingsa. Min Vachiraprakarn Va construir monuments d'animals al voltant de les ciutats.

## Un vassall de Bangkok
El 1802, Phutthayotfa Chulalok va elevar a Min Vachiraprakarn a rei de Chiang Mai amb autoritat sobre els estats Lanna (Principats de Lampang, Lamphun, Nan, i Phrae) però com a vassall siamès. El 1804, el rei Kawila va recuperar Chiang Saen a la dinastia birmana de Konbaung. També, Kawila va fer diverses campanyes en contra Birmània i va enviar els captius a Bangkok.
La successió a Chiang Mai era estrictament regulada per Bangkok. Després de la mort d'un rei, el Uparaja o hereu retenia l'estat com a príncep fins que visitava al rei de Bangkok i li demanava ser elevat a rei. Com a resultat, els reis de Chiang Mai no van ser continus, ja que el Uparaja normalment tardava com a mínim un any en anar a Bangkok.
Chiang Mai enviar tributs a Bangkok cada tres anys. Els tributs incloïen productes valuosos de bosc com la fusta de teka. Chiang Mai també va proporcionar tropes i armes a Bangkok en campanyes militars, incloent la rebel·lió de Anouvong el 1824. També, Chiang Mai era la base principal pels esforços siamesos per expandir-se cap als estats Shan.
El grau de control de Chiang Mai sobre els seus estats vassals va variar en el curs d'història. Sota Kawila, la seva recent instal·lació per Rama I va reforçar el control de Chiang Mai sobre el principats. Tanmateix l'autonomia dels principats es va anar ampliant amb la justificació simbòlica que Bangkok no havia concedit la investidura a alguns reis de Chiang Mai. A la meitat del segle xix el control de Chiang Mai es va recuperar sota Mahotrapratet a causa de l'encoratjament de Rama III.
La interferència siamesa als afers interns de Chiang va ser esporàdica. El 1870 tanmateix, el regent siamès Chaophraya Si Suriyawong va intervenir en la successió reial de Chiang Mai col·locant a Chao Inthanon (també conegut com a Inthawichayanon) en el tron enlloc del successor lògic del vell Kavilorot; aquest successor era vist com menys amistós cap a Bangkok.

## Arribada occidental
Després de la Tercera guerra anglo-birmana de 1885, l'Imperi britànic va tenir el control de Birmània i la seva influència penetrava als estats Xan (Shan). Per primer cop, la jungla occidental de Lanna va ser trepitjada pels occidentals després d'haver estat barrada als comerciants europeus durant el període d'Ayutthaya. Els primers missioners van arribar el 1868 i van establir escoles que van educar els nens de Chiang Mai en anglès i en escriptura Lanna. La impremta va ser introduïda.
Les empreses britàniques van arribar per explotar els recursos de la fusta, incloent la Companyia Britànica de Borneo (arribada el 1864), la Companyia de Bombai-Birmània (1889), i la Companyia del Bosc de Siam. Els britànics van portar treballadors birmans i karens a Lanna. També van tenir conflictes amb la reialesa de Chiang Mai sobre els beneficis, ja que els britànics provaven d'imposar un sistema de propietat de terra enlloc del tradicional sistema de concessió. La majoria dels casos van ser jutjats en els tribunals a Bangkok i, a causa de un coneixement legal inferior, el rei Inthawichayanon va haver de pagar fortes indemnitzacions als britànics.

## Annexió gradual a Siam
Les indemnitzacions britàniques eren una càrrega pel govern de Bangkok, el qual va haver de enviar diners a Chiang Mai pel deute. La cort de Bangkok va considerar les influències occidentals una amenaça, i no va voler que la cort de Chiang Mai tingués relacions independents amb poders occidentals. Després de concloure el primer tractat anglo-Siamès o Tractat de Chiang Mai, el 1873, Chulalongkorn va enviar Phra Narinthra Rachaseni com a Delegat Reial a Chiang Mai per assegurar la conformitat de les obligacions de Siam vis-à-vis del Regne Unit (per exemple protecció de la frontera, inversions britàniques i observació de les concessions).

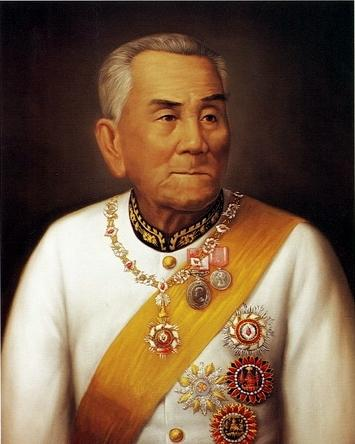
Inthawichayanon (rei 1873–1896), darrer rei d'un semi-independent regne de Chiang Mai, i pare de la princesa Dara Rasmi

El juliol de 1883, Chulalongkorn va escriure al seu Comissari en Cap a Chiang Mai, Phraya Ratchasampharakon:
| « | We consider Chiang Mai as still not belonging to the Kingdom proper because it still is a prathetsarat (i. e. tributary state), but we do not plan to destroy the (ruling) families and to abandon prathetsarat (status). We only want to maintain and hold to the real power; that is to say whatever will be, let it be only that which we allow it to be.... To put it briefly, we want (them) to be like a machine which we will wheel forward or backward as we wish... but it is necessary to do this with a brain and intelligence more than power and force. Do not let (them) think that it is force and oppression. (You) must point out what is beneficial and what is not. | » |

Les relacions occidentals amb Chiang Mai esdevenien urgents per Bangkok el 1883 quan es va rumorejar que la reina Victòria anava a ser padrina de la princesa Dara Rasmi de Chiang Mai, filla del rei Inthawichayanon. Això va ser percebut com un esforç britànic per adquirir influència sobre Lanna. Chulalongkorn va enviar al seu germà Kromma-muen Pinit Prichakorn a Chiang Mai per proposar el compromís de Dara Rasmi com la seva concubina.
Després d'un segon tractat de Chiang Mai conclòs per Siam i Gran Bretanya el setembre 1883, el control siamès sobre Chiang Mai va ser intensificat: un tribunal consular va ser establert, responsable per tots els casos que impliquessin súbdits britànics. Siam va assumir la sobirania en assumptes fiscals i judicials i va instal·lar un consell de ministres de sis membres que inicialment complementava l'administració nativa tradicional sense reemplaçar-la. Tanmateix, cadascun dels ministres—que eren aristòcrates tailandesos del nord—era "ajudat" per un ministre delegat per Bangkok, que cada cop més va agafar el poder real.
Dara Rasmi va ser casada amb Chulalongkorn el 1886 com a símbol d'unió dels dos regnes. Dara Rasmi va ser elevada a princesa consort - una posició d'alt rang de senyores de la cort només precedides per les quatre reines de Chulalongkorn.
El 1893, Chulalongkorn va anunciar el seu nou sistema d'administració provincial (tailandès มณฑลเทศาภิบาลมณฑลเทศาภิบาล:, Monthon Thesaphiban) i l'estat provincial va ser imposat al regne de Chiang Mai el 1899 amb la creació de Monthon Phayap ("Cercle del Nord-oest"), més tard dividit entre els cercles (monthons) de Phayap (incloent-hi Chiang Mai) i Maharat (incloent-hi Chiang Rai) el 1915. Els governants Lanna governants (incloent-hi el príncep de Chiang Mai) van ser reduït a figures nominals a la seva ciutat respectiva (gairebé com alcaldes). El fill d'Inthawichayanon, príncep Inthawarorot, llavors va governar Chiang Mai sota el control estret dels representants del govern central. La noblesa siamesa va ser instal·lada en les províncies del nord i es va combinar amb la vella noblesa nativa de Lanna. Aquesta situació pot ser descrita com "colonialisme intern".
El príncep Kaew Nawarat fou el darrer príncep de Chiang Mai, i després de la seva mort el 1939 el títol va ser abolit sota el govern del General Plaek Phibunsongkhram que volia unificar Tailàndia i suprimir diferències regionals.
Els descendents moderns dels governants de Chiang Mai porten el cognom Na Chiangmai (tailandès ณ เชียงใหม่ณ เชียงใหม่) que els va concedir el rei Vajiravudh sota la llei de cognoms de 1912.

## Llista de governants de Chiang Mai
Governant subjecte a Thonburi 

- Phraya Vachiraprakarn, 1774 - 1776

Dinastia de Chet-ton 

- Kawila (rei), 1782-1813
- Príncep Thammalangka, 1813-1822
- Príncep Khamfan, 1823-1825
- Príncep Phutthawong o Buddhavansa, 1826-1846
- Mahotaraprathet (rei), 1847-1854
- Kawirolot Suriyawong (rei), 1856-1870
- Inthawichayanon (rei), 1873-1896

Governants nominals sota administració Siamesa
- Príncep Inthawarorot Suriyawong, 1901-1909
- Príncep Kaew Nawarat, 1911-1939 (el títol fou abolit)